# Zofia Wolan
Zofia Wolan, po mężu Jacobsen (ur. 16 maja 1966) – polska chodziarka, mistrzyni i reprezentantka Polski.

## Kariera sportowa
Była zawodniczką Stali Stalowa Wola.
W 1983 została brązową medalistką pierwszych w historii halowych mistrzostw Polski juniorek młodszych w chodzie na 3000 metrów. W 1985 zdobyła brązowy medal mistrzostw Polski juniorek w chodzie na 5 km oraz srebrny medal halowych mistrzostw Polski juniorek w chodzie na 3000 metrów.
Na mistrzostwach Polski seniorek zdobyła trzy złote medale (w chodzie na 5000 metrów w 1986 i 1987, w chodzie na 10 km w 1987.
Na halowych mistrzostwach Polski seniorek wywalczyła złoto na dystansie 5000 metrów w 1987.
Reprezentowała Polskę na halowych mistrzostwach Europy w 1987, zajmując 9. miejsce w chodzie na dystansie 3000 metrów, z wynikiem 13:59,82.
Była nieoficjalną rekordzistką Polski w chodzie na 5000 m (23:26,71 - 16.08.1987) oraz dwukrotnie w chodzie na 10 km (49:08 - 13.09.1986, 48:46 - 19.04.87).
Mieszka w USA, gdzie startuje w zawodach weteranów, m.in. 16 marca 2015 poprawiła rekord USA w chodzie na 2 mile w hali, w kategorii 45-49 lat, wynikiem 18:05,32.
Rekordy życiowe:
- 3000 m (hala): 13:57,72 (7.02.1987)
- 5000 m: 23:26,71 (16.08.1987)
- 5 km: 22:49 (11.04.1987)
- 10 000 m: 50:53,0 (26.07.1986)
- 10 km: 48:46 (19.04.1987)